# Johann Baptist Zwerger

Johann Baptist Zwerger, Lithographie von Adolf Dauthage, s. a.

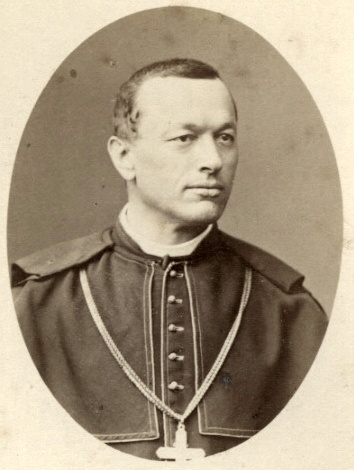
Fürstbischof Johann Baptist Zwerger

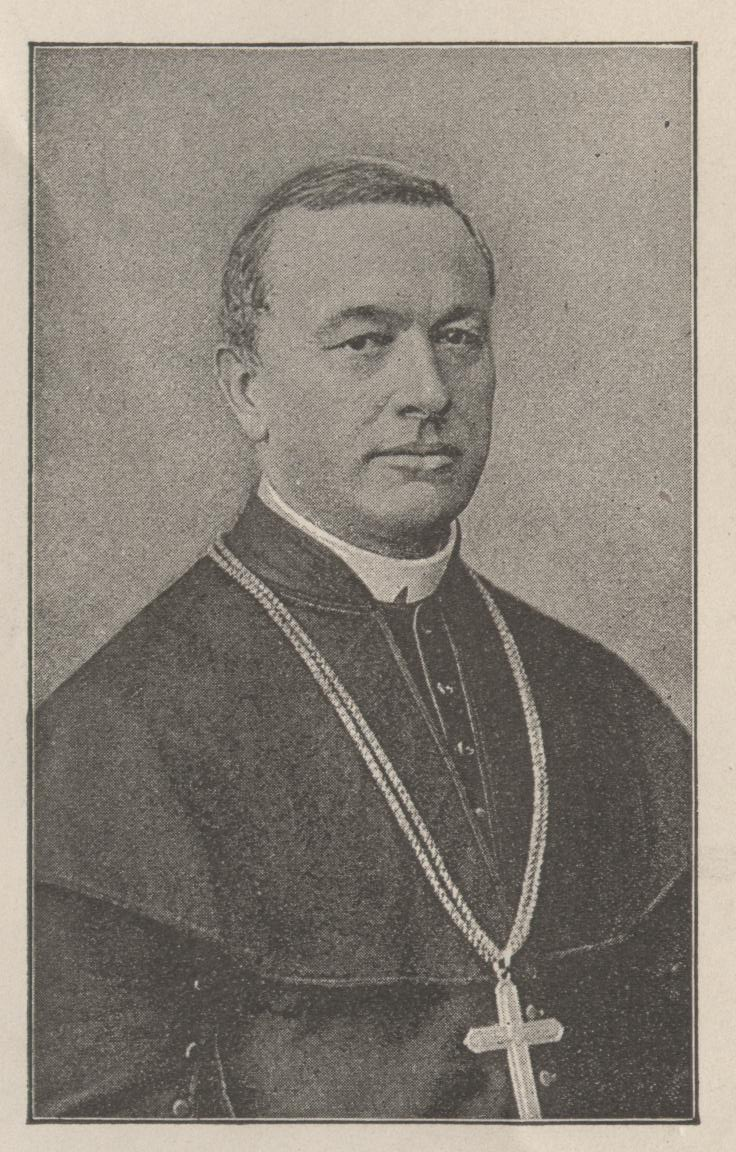
Fürstbischof Johann Baptist Zwerger

Johann Baptist Zwerger, auch Johannes Zwerger (* 23. Juni 1824 in Altrei (Südtirol); † 14. August 1893 in Graz), war Fürstbischof von Seckau.

## Leben
Der Sohn einer seit alters in Altrei ansässigen Familie wurde Geistlicher, Professor am Priesterseminar in Trient, 1863 Generalvikar für den deutschen Anteil der Diözese Trient und 1867 Fürstbischof von Seckau. Zwerger nahm als Konzilsvater an den Sitzungen des Ersten Vatikanischen Konzils teil und gehörte zur Majorität, die das Unfehlbarkeitsdogma annahm. Bekannt wurde er auch durch das große Bauprojekt der Herz-Jesu-Kirche (Graz). Ebenso initiierte und unterstützte er den Bau der Vinzenzkirche (Graz).

## Schriften
Neben ca. 60 Hirtenbriefen war Bischof Zwerger der Verfasser folgender Schriften:
- Was lehrt das allgemeine Vatikanische Concilium über die Unfehlbarkeit des Papstes? Für seine Diöcesanen beantwortet, 1870
- Die Nothwendigkeit, die weltliche Herrschaft des Papstes wiederherzustellen, 1870
- Die Lage der heiligen Kirche in den gegenwärtigen Bedrängnissen und die Pflichten der Katholiken, 1870
- Die Volksschule in ihren Beziehungen zu Familie, Kirche und Staat, 1871
- Die Reise in die Ewigkeit, 1872
- Maria von den Engeln, 1872
- Die gegenwärtige Empörung der Welt gegen Gott und unser Verhalten dabei, 1873
- Die confessionellen Gesetzentwürfe, 1874
- Die Schätze der römisch-katholischen Christen. Für seine Diöcesanen dargestellt, 1874
- Ablaß und Jubiläum, 1875
- Die schönste Tugend und das häßlichste Laster, 1876
- Der Glaube als göttliche Tugend oder die Pflicht zu glauben in ihrer Begründung, Erfüllung und Übertretung, 1877
- Die wahre Kirche Jesu Christi in ihrer Wesenheit und in ihren Beziehungen zur Menschheit, 1880

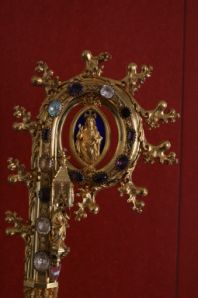
Bischofsstab Johann Baptist Zwerger. Heute:Diözesanmuseum Graz

Nach seinem Tode wurden weitere Schriften publiziert, etwa:
- Johannes B. Zwerger: Apis ascetica. Eine Blumenlese aus ascetischen Werken. Zum eigenen Gebrauche gesammelt. Herausgegeben von Franz von Oer, Selbstverlag 1894